# Kyōgoku Takatsugu
Kyōgoku Takatsugu (京極 高次?; 1560 – 4 giugno 1609) è stato un daimyō giapponese del periodo Sengoku, fondatore del clan Kyōgoku della provincia di Ōmi.

## Biografia
Il suo nome da bambino fu Koboshi (小法師). Takatsugu fu il fondatore del clan Kyōgoku. I suoi antenati erano stati influenti fin dal XIII° secolo ma la loro forza svanì durante la guerra Ōnin.  Takatsugu riguadagnò la loro passata posizione e influenza.
Figlio di Kyōgoku Takayoshi, Takatsugu servì prima Oda Nobunaga, del quale sposò la nipote. All'epoca della ribellione di Akechi Mitsuhide contro Nobunaga nel 1582, Takatsugu cercò di approfittare della situazione di caos creatasi e attaccò il castello di Nagahama nella provincia di Ōmi. Mitsuhide fu tuttavia sconfitto da Toyotomi Hideyoshi nella battaglia di Yamazaki, e Takatsugu si ritrovò isolato. Cercò quindi la protezione di Hori Hidemasa, che lo portò al servizio di Shibata Katsuie. Quando Katsuie fu sconfitto da Hideyoshi e si suicidò nel 1583, Takatsugu fuggì nella tenuta di Takeda Motoaki (che era sposata con la sorella di Takatsugu). Motoaki fu ucciso poco dopo per ordine di Toyotomi Hideyoshi, ma a Takatsugu fu dato un feudo quando sua sorella fu presa come concubina a Hideyoshi nel castello di Osaka. 
Forse a causa di questo evento Takatsugu ebbe un grande favore da Hideyoshi e le sue entrate furono progressivamente aumentate da 2.500 koku a 10.000, 28.000 e infine 60.000 koku a Ōtsu nella provincia di Ômi. 
Partecipò alla campagna Odawara (1590). Nel 1600 si schierò dalla parte di Tokugawa Ieyasu e di conseguenza fu assediato a Ōtsu da un esercito "occidentale" di 15.000 uomini. Dopo alcuni giorni di combattimenti si arrese e fuggì sul Monte Kōya, ma dopo la vittoria dei Tokugawa nella battaglia di Sekigahara gli fu concesso un feudo da 92.000 koku a Obama nella provincia di Wakasa.